# Little Brothers of the Good Shepherd
Die Little Brothers of the Good Shepherd (lat.: Parvi Fratres Boni Pastoris, Ordenskürzel: BGS), oder im deutschen auch „Kleine Brüder vom guten Hirten“, sind eine katholische Ordensgemeinschaft für Männer.
Am 19. Januar 1951 in Albuquerque (USA) durch Bruder Mathias Barrett gegründet, ist die Gemeinschaft heute ein Institut päpstlichen Rechtes. Die Mitglieder der Gemeinschaft sind in verschiedenen Richtungen der Karitas tätig und arbeiten in Gesundheits- und Sozialeinrichtungen. Sie leben in klösterlicher Gemeinschaft und hatten 2010 vier Klöster in den USA, zwei in Kanada und je eines in Haiti, Großbritannien und Irland.
Im Sommer 2012 beschlossen die damals 30 Brüder der Little Brothers of the Good Shepherd mit den Hospitaller Brothers zur Gemeinschaft Brothers of Saint John of God zu fusionieren.